# Philippos Ier d'Aghbak
Philippos Ier d’Aghbak ou  Aghbaketsi (en arménien Փիլիպոս Ա Աղբակեցի ; mort le 25 mars 1655) est Catholicos de l'Église apostolique arménienne de 1633 à 1655.

## Biographie
Philippos Ier, né dans le Vaspourakan, est élu catholicos comme successeur de Moïse III de Tatev le 13 janvier 1633.
Pendant son règne de 22 ans, l’Arménie bénéficie de la stabilité et d’une certaine prospérité à la suite du traité de paix de Qasr-i-Chirin conclu en 1639 entre l’Empire ottoman et les Séfévides.
C’est dans ce contexte de paix qu’il se rend cette même année en visite à Ispahan où il obtient du Shah d’Iran la restitution de la relique du bras droit de saint Grégoire l’Illuminateur qui avait été transférée dans cette ville trente ans auparavant sur ordre de Chah Abbas lors de la fondation de la cathédrale destinée aux Arméniens déportés en 1603-1604.
Vers 1640, le catholicos Philippos Ier fait un grand pèlerinage à Jérusalem ; il y est reçu somptueusement par tous les patriarches locaux « comme Grégoire l’Illuminateur lui-même »  et met à profit cette visite pour définir  des canons communs et les limites respectives des compétences territoriales de son siège et de celui de Nersès de Sivas en Cilicie.
En 1652-1653, il fait entreprendre de grandes campagnes de restauration et d’embellissement des églises de Sainte-Hripsimé et Sainte-Gayané  d’Etchmiadzin. Il est également à l’origine de la construction de la voûte de pierre et du clocher de la cathédrale de la ville.
En 1654, l’année précédant son décès, il rencontre à Constantinople Nikol Thorosovitch, l’évêque des Arméniens de Galicie intronisé par  Melchisédech Ier en 1626, puis excommunié en 1629 par Moïse III de Tatev, et se réconcilie avec lui.
Philippos Ier meurt le 25 mars 1655 et est remplacé par Jacob IV de Djoulfa.